# 上將 (英國皇家海軍)
在英國皇家海軍中，海軍上將是一個高階將領的頭銜，位階僅次於海軍元帥（Admiral of the Fleet）之下。

## 歷史
1297年，英王愛德華一世任命威廉·德·林堡（William de Leyburn）為英格蘭皇家海軍上將（Admiral of the sea of the King of England），這是海軍上將頭銜的最早起源。
16世紀之後，英國皇家海軍增設了海軍少將與海軍中將將兩個職位。當在船艦上時，上將必須站在船頭，或船中央，向全船下達命令。而中將，擔任他的副手，當上將站在船首時，他居於船中央，反之亦然。
伊丽莎白时代舰队庞大，分成三个分舰队。元帅分舰队领红旗，中将分舰队领白旗，少将分舰队领蓝旗。分舰队再扩张，每个分舰队也相应各自有上将（包括中将、少将）率领，于是海军将官也有了按旗划分的层级。
此时分舰队的层级划分依次为红、白、蓝。将衔层级依分舰队划分。
红旗舰队海军上将（海军元帅）
红旗舰队海军中将
红旗舰队海军少将
白旗舰队海军上将
白旗舰队海军中将
白旗舰队海军少将
蓝旗舰队海军上将
蓝旗舰队海军中将
蓝旗舰队海军少将